# エルプラド
エルプラド (El Prado) とはアイルランドの競走馬、種牡馬である。1991年アイルランドの最優秀2歳牡馬。現役時代ではおもに名手レスター・ピゴットが騎手を務めた。

## 戦跡
デビュー戦を2馬身半差で快勝すると、続くレイルウェイステークスで重賞初制覇。次走アングルシーステークスでは後のアイリッシュダービー勝ち馬セントジョヴァイトの2着と初敗戦を喫してしまうが、続くナショナルステークスでは後続に半馬身差をつけG1初勝利をあげた。しかし、続くハイフライヤーステークスで12着と惨敗、巻き返しを図ったベレスフォードステークスは勝利したものの、翌年は3戦して5着、7着、10着と勝つことはおろか、上位に来ることさえ儘ならなかった。結局ジャック・ル・マロワ賞10着を最後に引退、種牡馬入りした。

### 年度別競走成績
- 1991年（6戦4勝） - ナショナルステークス (G1) 、ベレスフォードステークス (G2) 、レイルウェイステークス (G3)
- 1992年（3戦0勝）

## 種牡馬入り後
引退後はアメリカ合衆国のエアドリースタッドで種牡馬になり、後にアデナスプリングスに移動した。多数の重賞勝ち馬を輩出し、2002年にはアメリカのリーディングサイアーに輝いている。2009年に心臓麻痺で死亡した。

### 代表産駒
※アルファベット順、競走名は全てG1
- アーティーシラー/Artie SChiller - ブリーダーズカップ・マイル
- アシシェンプレ/Asi Siempre - スピンスターステークス
- ボレゴ/Borrego - パシフィッククラシックステークス、ジョッキークラブゴールドカップステークス
- キトゥンズジョイ/Kitten's Joy - ジョーハーシュ・ターフクラシック招待、セクレタリアトステークス
- メダグリアドーロ/ Medaglia d’Oro - トラヴァーズステークス、ホイットニーハンデキャップ、ドンハンデキャップ
- パディオプラド/Paddy O'Prado - セクレタリアトステークス
- スパニッシュムーン/Spanish Moon - サンクルー大賞
- ウィンターメモリーズ/Winter Memories - ガーデンシティステークス、ダイアナステークス

## サドラーズウェルズの血
本馬は父サドラーズウェルズの後継種牡馬として、初めて北米に輸入された。父サドラーズウェルズは欧州の大種牡馬であるが、欧州競馬は芝競走主体の為、ダート競走主体のアメリカ競馬では、その血は敬遠されがちだった。また、欧州では重厚な芝コースであり、比較的軽い芝コースを用いるアメリカでは適応性に欠けることが予想され、これもまたアメリカでのサドラーズウェルズ敬遠の一因になっていると考えられる。
実際、本馬が死亡した際に、アデナスプリングスのダーモット・カーティーは「エルプラドは単なる芝馬としか見ておらず、サドラーズウェルズの血を欲しがる者はアメリカでは誰もいなかった。サドラーズウェルズ産駒を買うのはギャンブルだった。」と述懐している。
しかし、前述の通りアメリカのリーディングサイアーに輝くなど、このような評価を見事に覆し、父サドラーズウェルズの優秀さをアメリカにも認知させた。また、後継種牡馬のキトゥンズジョイは2013年に父子２代となるアメリカリーディングサイヤーとなり、メダグリアドーロも年度代表馬のレイチェルアレクサンドラを出すなど成功し、その血を広めている。

## 血統表
| エルプラドの血統（サドラーズウェルズ系 / Mahmoud 5×5×4=12.50%、Turn-to 5×4=9.38%、Pharamond 5×5=6.25%） | エルプラドの血統（サドラーズウェルズ系 / Mahmoud 5×5×4=12.50%、Turn-to 5×4=9.38%、Pharamond 5×5=6.25%） | エルプラドの血統（サドラーズウェルズ系 / Mahmoud 5×5×4=12.50%、Turn-to 5×4=9.38%、Pharamond 5×5=6.25%） | （血統表の出典）  | （血統表の出典） |
| 父 Sadler's Wells 1981 鹿毛                                                                             | 父の父Northern Dancer 1961 鹿毛                                                                         | Nearctic                                                                                                | Nearco            | Nearco           |
| 父 Sadler's Wells 1981 鹿毛                                                                             | 父の父Northern Dancer 1961 鹿毛                                                                         | Nearctic                                                                                                | Lady Angela       |                  |
| 父 Sadler's Wells 1981 鹿毛                                                                             | 父の父Northern Dancer 1961 鹿毛                                                                         | Natalma                                                                                                 | Native Dancer     | Native Dancer    |
| 父 Sadler's Wells 1981 鹿毛                                                                             | 父の父Northern Dancer 1961 鹿毛                                                                         | Natalma                                                                                                 | Almahmoud         |                  |
| 父 Sadler's Wells 1981 鹿毛                                                                             | 父の母Fairy Bridge 1975 鹿毛                                                                            | Bold Reason                                                                                             | Hail to Reason    | Hail to Reason   |
| 父 Sadler's Wells 1981 鹿毛                                                                             | 父の母Fairy Bridge 1975 鹿毛                                                                            | Bold Reason                                                                                             | Lalun             |                  |
| 父 Sadler's Wells 1981 鹿毛                                                                             | 父の母Fairy Bridge 1975 鹿毛                                                                            | Special                                                                                                 | Forli             | Forli            |
| 父 Sadler's Wells 1981 鹿毛                                                                             | 父の母Fairy Bridge 1975 鹿毛                                                                            | Special                                                                                                 | Thong             |                  |
| 母 Lady Capulet 1974 芦毛                                                                               | 母の父Sir Ivor 1965 鹿毛                                                                                | Sir Gaylord                                                                                             | Turn-to           | Turn-to          |
| 母 Lady Capulet 1974 芦毛                                                                               | 母の父Sir Ivor 1965 鹿毛                                                                                | Sir Gaylord                                                                                             | Somethingroyal    |                  |
| 母 Lady Capulet 1974 芦毛                                                                               | 母の父Sir Ivor 1965 鹿毛                                                                                | Attica                                                                                                  | Mr.Trouble        | Mr.Trouble       |
| 母 Lady Capulet 1974 芦毛                                                                               | 母の父Sir Ivor 1965 鹿毛                                                                                | Attica                                                                                                  | Athenia           |                  |
| 母 Lady Capulet 1974 芦毛                                                                               | 母の母Cap and Bells 1958 芦毛                                                                           | Tom Fool                                                                                                | Menow             | Menow            |
| 母 Lady Capulet 1974 芦毛                                                                               | 母の母Cap and Bells 1958 芦毛                                                                           | Tom Fool                                                                                                | Gaga              |                  |
| 母 Lady Capulet 1974 芦毛                                                                               | 母の母Cap and Bells 1958 芦毛                                                                           | Ghazni                                                                                                  | Mahmoud           | Mahmoud          |
| 母 Lady Capulet 1974 芦毛                                                                               | 母の母Cap and Bells 1958 芦毛                                                                           | Ghazni                                                                                                  | Sun Miss F-No.1-I |                  |

- 母レディキャプレットはアイリッシュ1000ギニーをデビュー戦で制した馬。近親にドローン（ダンシングブレーヴの母父）、ノートブック（ウェルアームドの母父）がいる。

## 参考
1. ↑  http://www.bloodhorse.com/horse-racing/articles/52650/prominent-sire-el-prado-dead